# Smile on My Face
Smile on My Face — студійний альбом американського блюзового музиканта Санніленда Сліма, випущений 23 листопада 1999 року лейблом Delmark. Записаний у 1977 році в рамках проекту Ральфа Басса «Chicago Roots».

## Опис
Альбом був записаний у Чикаго 8-16 березня 1977 року відомим блюзовим продюсером Ральфом Бассом для свого проекту «Chicago Roots». Басс запропонував ідею випуску десяти платівок сучасних зірок чиказького блюзу на лейблі T.K. Records.
Матеріал альбому складається з традиційного для Сліма стилів бугі і баррелхаус. Акомпанували йому два гітаристи Лейсі Гібсон і Лі Джексон (відомі у Чикаго сайдмени), а також Віллі Блек (бас) і Фред Белоу (ударні). Що стосується Гібсона, то в рамках цього проекту з тими ж учасниками був записаний і його сольний альбом Cryin' for My Baby (титульна композиція цього альбому включена в альбом Сліма). Видавати окрему платівку Джексона не передбачалося, його треки увійшли в альбоми Сліма і Гібсона. На альбомі Сліма їх чотири, із них більше всього виділяється інструментальна «Lee's Boogie».
Згодом Гібсон продовжив свою кар'єру на Alligator Records, а Джексон загинув в результаті домашньої сварки в 1979 році. Слім, виконавши свої контрактні зобов'язання і отримав гроші, однак записи не були видані. Пізніше права на них викупив Delmark і вперше їх випустив у 1999 році.

## Список композицій
1. «Bessie Mae» (Альберт Луендрю) — 3:47
2. «Everytime I Get to Drinking» (льберт Луендрю) — 3:26
3. «Hard Luck Blues» (Рой Браун) — 3:41
4. «Smile on My Face» (Альберт Луендрю) — 4:06
5. «I Had It Hard» (Альберт Луендрю) — 3:26
6. «Juanita» (Лі Джексон) — 5:05
7. «Be My Baby» (Альберт Луендрю) — 4:29
8. «Cryin' for My Baby» (Гарольд Беррейдж) — 4:07
9. «Soft and Mellow Stella» — 4:16
10. «Lonely Girl» (Лі Джексон) — 3:26
11. «Depression Blues» (Альберт Луендрю) — 2:53
12. «Lee's Boogie» — 4:34
13. «Everytime I Get to Drinking» (Альберт Луендрю) — 4:12

## Учасники запису
- Санніленд Слім — вокал (1, 2, 4, 5, 7, 9, 11, 12, 13), фортепіано
- Лі Джексон — вокал (3, 6, 10), гітара
- Лейсі Гібсон — вокал (8), гітара
- Віллі Блек — бас
- Фред Белоу — ударні

Технічний персонал
- Ральф Басс — продюсер